# Myrsine manglillo
Myrsine manglillo är en viveväxtart som först beskrevs av Lamarck, och fick sitt nu gällande namn av R. Brown. Myrsine manglillo ingår i släktet Myrsine och familjen viveväxter. Inga underarter finns listade i Catalogue of Life.